# Robson Kato
Robson Kato (ur. 10 listopada 1993) – brazylijski zapaśnik walczący w stylu klasycznym. Wicemistrz Ameryki Południowej w 2019 i trzeci w 2017 roku.